# Tajwański cud gospodarczy
Tajwański cud gospodarczy (chiń. 台灣奇蹟; pinyin Táiwān Qíjì) – szybka industrializacja i wzrost gospodarczy na Tajwanie w późnej drugiej połowie XX wieku. W konsekwencji Tajwan znalazł się w gronie pierwszych czterech tzw. azjatyckich tygrysów (obok Singapuru, Korei Południowej i Hongkongu).
Wpływ na przeobrażenia gospodarcze Tajwanu miał ekonomista Chao Yao-tung.